# Season Hubley
Season Hubley (n. 14 de março de 1951) é uma atriz estadunidense.

## Biografia
Hubley, nascida Susan Hubley em Nova Iorque, filha de Julia Kaul (Pine, quando solteira) e Grant Shelby Hubley, um escritor e empreendedor. O ator Whip Hubley é seu irmão.
Hubley atuou frequentemente em papéis de apoio no final da década de 1970, sua estreia com um papel de maior expressão deu-se no filme Hardcore com George C. Scott. Ainda assim, ela é mais conhecida por sua atuação como Priscilla Presley, com Kurt Russell no papel de Elvis Presley no filme Elvis de 1979, feito para televisão. Ela também fez uma breve aparição em Escape from New York, participou de The Partridge Family em 1972 desempenhando o papel de uma princesa. Sua outra atuações em filme mais conhecido deu-se em Vice Squad, um cult de 1982, onde interpretou uma prostituta de nome Princess.
Nos anos 70, sua participação mais contínua e significante foi na série televisiva Family.  Hubley co-estrelou alguns episódios em 1976 e 1977 como Salina Magee, paixão de um adolescente abandonado, Willie Lawrence.
Entre 1991 e 1994, ela atuou como Angelique Marick na novela All My Children.
Hubley foi casada com Kurt Russell entre 1979 e 1983. Tiveram um filho, Boston Oliver Grant Russell (nascido em 1980).